# Гендзанський десант
Гендзанський десант відбувався 21 — 22 серпня 1945 року, був здійснений з кораблів радянського тихоокеанського флоту у часі радянсько-японської війни.

## Задум операції
По завершенню Сейсінської десантної операції та початку загальної капітуляції підрозділів японської Квантунської армії в Маньчжурії перед радянським військовим керівництвом постає завдання якомога швидше прийняти капітуляцію сил противника та запобігти їх евакуації на Японські острови.
Задля досягнення цієї мети приймається рішення здійснити висадження морського десанту в найбільшому порту північної частини східного корейського узбережжя Гендзан, Гензан — південніше 38-ї паралелі.
Десантний загін формувався з морських піхотинців, що на той час знаходилися в Сейсіні — батальйон 13-ї бригади морської піхоти, по роті автоматників та протитанкових рушниць із тієї ж бригади, 140-й розвідувальний загін штабу Тихоокеанського флоту, батарея 45-мм гармат, батарея 12-мм мінометів, загалом 1847 бійців та старшин під керунком підполковника В. Ф. Козлова.
До загону висадження було виділено 6 торпедних катерів, 2 тральщики, ескадрений міноносець «Войков», 1 фрегат; керував висадкою та загалом операцією каперанг А. Ф. Студеничников. Загальне керування підготовкою до операції та її перебігом здійснював командуючий Південним морським районом Тихоокеанського флоту генерал Сергій Кабанов; він вважав, що японці чинитимуть збройний опір.
Порт Гендзан був добре укріпленим — 6 берегових батарей крупнокаліберної артилерії, велика кількість берегових укріплень, мінні загородження. Окрім гендзанського гарнізону, в порту знаходилося чимало відступаючих японських військ. Частина японських військових вже була евакуйована, решта також планували відплисти, тому наказ командуючого Квантунської армії Отодзо Ямади про капітуляцію радянським військам командир японського гарнізону Гендзану проігнорував — до найближчих радянських частин в Сейсіні було понад 200 кілометрів. Загалом в Гендзані зібралося до 7000 японських вояків, командиром гарнізону був командуючий військово-морською базою контр-адмірал Хорі, полковник Тадо — комендантом фортеці.

## Перехід морем, перемовини та японська капітуляція
20 серпня загін радянських кораблів виходить із порту Сейсіна (під керівництвом капітан-лейтенанта Михайла Малика); при переході було помічено перископ невідомого підводного човна, котрий був обстріляний та закиданий глибинними бомбами. Радянські торпедні катери йдуть попереду та близько 9-ї ранку 21 серпня входять до гавані Гендзану, де висаджується передовий десантний загін — розвідувальний загін та рота автоматників — під керівництвом Віктора Леонова. Перед 13-ю годиною прийшли решта кораблів.
Японські війська опору не чинили, однак керівництво гарнізону від цього категорично відмовилося, посилаючись на відсутність наказу безпосереднього керівництва. Відповіддю на радянський ультиматум про негайну здачу стало оточення японцями території порту, десантники займають кругову оборону, на кораблях підготувалися до відкриття вогню. Супротивники знаходилися в кількох десятках метрів один від одного, тримаючи постійний приціл; так проминула майже доба. Згідно радянських даних, корейське місто вивішувало червоні прапори на знак вітання червоноармійців. У місті почалися стихійні мітинги та непідкорення японській владі, у кращому випадку це дозволяло десантникам розраховувати на підтримку в разі бою, у гіршому — лише загострювало обставини.
22 серпня вранці контр-адмірал Хорі та полковник Тадо прибувають до радянських сил на перемовини, котрі з труднощами продовжувалися увесь день, в другій половині доби погоджуються на капітуляцію. Одначе й після ними відповідного наказу особовий склад японських частин зброї не склав.
Після 16-ї години командир десанту приймає рішення вступати десанту до міста, займаються важливі об'єкти, по цьому японські військові почали капітулювати. Капітуляція відбувалася складно, ще перед прибуттям радянського десанту з японського аеродрому під містом піднялося в повітря кілька десятків літаків — до 50-ти, великі групи японців японських військ при цьому намагалися вийти з міста, їх зупиняли лише під загрозою негайного відкриття вогню, інші відмовлялися здаватися без особистої присутності командира гарнізону чи ще під якимись відмовками; відбувалися провокації.
Остання японська частина склала зброю 26 серпня, загалом в місті та околицях капітулювало 6238 солдатів та офіцерів, боизько 500 чоловік змогли покинути місто.
Червонофлотець та майбутній письменник Володимир Успенський у спогадах писав, що при цьому процесі відбувалися збройні сутички, зокрема 22 серпня 3 японці були застрелені, 1 поранений та полонений, в подальшому відбувалися напади на радянських солдатів та постріли з-за рогу.
В місті та порту радянські війська захопили велику кількість артилерії, військової техніки та майна, 20 допоміжних суден та моторних шхун, 3 тральщики, 3 транспорти, 1 військовий танкер.